# Butler County, Kansas
Butler County är ett administrativt område i delstaten Kansas, USA, med 65 880 invånare. Den administrativa huvudorten (county seat) är El Dorado. Countyt har fått sitt namn efter politikern Andrew Butler som var en av upphovsmännen bakom Kansas-Nebraska Act.

## Geografi
Enligt United States Census Bureau har countyt en total area på 3 746 km². 3 698 km² av den arean är land och 48 km² är vatten.

### Angränsande countyn
- Chase County - nordost
- Greenwood County - öst
- Elk County - sydost
- Cowley County - syd
- Sumner County - sydväst
- Harvey County - väst
- Sedgwick County - väst
- Marion County - nordväst

### Orter
- Andover (delvis i Sedgwick County)
- Augusta
- Benton
- Cassoday
- Douglass
- El Dorado (huvudort)
- Elbing
- Latham
- Leon
- Potwin
- Rose Hill
- Towanda
- Whitewater